# 모리촌 (미에현)
모리촌(森村)은 미에현 이난군에 있던 촌이다. 현재의 마쓰사카시의 남서부에 해당한다.

## 역사
- 1889년 4월 1일 - 정촌제 시행에 의해 이타카군 모리촌이 성립하였다.
- 1896년 4월 1일 - 군제 시행에 의해 이난군으로 변경되었다.
- 1956년 8월 1일 - 가바타촌, 하제촌, 미야마에촌과 합병해, 이난정이 성립하여, 동일 모리촌은 폐지되었다.

## 교통

### 도로
- 국도 제166호선

## 참고문헌
- 가도카와 일본 지명 대사전 24 三重県